# Otto Babiasch
Otto Babiasch (n. 21 martie 1937, Baineț, Suceava, România) este un fost boxer ce a reprezentat Republica Democrată Germană (RDG).

## Biografie
Sportivul a fost legitimat la SC Dynamo Berlin și la TSC Berlin. A devenit campion al RDG la categoria muscă în 1956, 1961, 1963 și 1964. În 1957 a câștigat medalia de bronz la Festivalul Mondial al Tineretului și Studenților de la Moscova. La Campionatele Europene de la Belgrad din 1961 a obținut medalia de bronz.
În 1964, el s-a calificat pentru Jocurile Olimpice după ce l-a învins pe vest-germanul Hans Freistadt, care a devenit ulterior campion european. La Tokio Babiasch a reprezentat echipa unificată a Germaniei și l-a învins pe japonezul Shuta Yoshino, înainte de a fi eliminat în sferturile de finală de Robert Carmody din SUA.